# Ville di Fiemme
Ville di Fiemme (Le Vìle in dialetto fiammazzo) è un comune italiano di 2 644 abitanti della provincia autonoma di Trento. Si tratta di un comune sparso. La sede comunale si trova a Daiano.

## Storia
Il comune è stato istituito il 1º gennaio 2020 per fusione dei territori comunali di Carano, Daiano e Varena.

### Simboli
Lo stemma è stato approvato con D.G.P. del 21 gennaio 2022 n. 27.

## Monumenti e luoghi d'interesse

### Architetture religiose
- Chiesa di San Nicolò nella frazione di Carano
- Chiesa di San Tommaso nella frazione di Daiano
- Chiesa dei Santi Pietro e Paolo nella frazione di Varena
- Museo etnografico Casa Begna (frazione Carano)
- Museo Casa natale Antonio Longo (1742-1820), presbitero e pittore (frazione Varena)
- Colonia Pavese (1934) e "Castel Croda" casa fortezza del Cinquecento (frazione Daiano)

## Società

### Evoluzione demografica
Abitanti censiti